# Пленмон
Пленмо́н (фр. Plainemont) — коммуна во Франции, находится в регионе Франш-Конте. Департамент — Верхняя Сона. Входит в состав кантона Вовиллер. Округ коммуны — Люр.
Код INSEE коммуны — 70412.

## География
Коммуна расположена приблизительно в 310 км к востоку от Парижа, в 70 км севернее Безансона, в 27 км к северу от Везуля.
По территории коммуны протекают реки Семуза и Плане.

## Население
Население коммуны на 2010 год составляло 58 человек.
| 1962 | 1968 | 1975 | 1982 | 1990 | 1999 | 2010 |
| ---- | ---- | ---- | ---- | ---- | ---- | ---- |
| 42   | 38   | 38   | 49   | 61   | 53   | 58   |

## Экономика
В 2010 году среди 35 человек трудоспособного возраста (15—64 лет) 26 были экономически активными, 9 — неактивными (показатель активности — 74,3 %, в 1999 году было 69,7 %). Из 26 активных жителей работали 22 человека (12 мужчин и 10 женщин), безработных было 4 (1 мужчина и 3 женщины). Среди 9 неактивных 1 человек был учеником или студентом, 3 — пенсионерами, 5 были неактивными по другим причинам.